# Jan Chryzostom Mikorski
Jan Chryzostom Mikorski (27 stycznia 1776 w Słubicach, zm. 25 maja 1849 tamże ) – polski arystokrata herbu Ostoja, hrabia, właściciel Słubic (obecnie powiat płocki).
Syn Józefa Andrzeja Mikorskiego i Krystyny Anieli z Miaskowskich. Miał siostry Teklę, Barbarę, Urszulę i Kunegundę. Jego ojciec obejmował kolejno urzędy: cześnika, podstarosty i sędziego grodzkiego gostynińskiego, chorążego gąbińskiego, podkomorzego gostynińskiego i wreszcie kasztelana rawskiego. Po rozbiorach Polski od króla pruskiego otrzymał tytuł hrabiego (1798).
Jan Chryzostom odziedziczył po ojcu rodzinne Słubice, nadając świetność tamtejszemu pałacowi. Sprowadził do pałacu najlepsze meble, obrazy, srebra i porcelany. Przebudował tamtejszy park, którego roślinne figury barokowe ponoć robiły furorę na całym Mazowszu. Urządził też wzorowe gospodarstwo rolne, prowadząc hodowlę owiec i budując gorzelnię. W słubickim pałacu zgromadził nadto księgozbiór, dzieła sztuki snycerskiej oraz zbiory sztuki etruskiej . 
Do swoich dóbr Jan Chryzostom dołączył również majątki w powiecie kaliskim: Skarszew i Borków Stary, gdzie w początkach XIX wieku postawił dwór z rozległym zespołem parkowym .
Gdy w 1806 cesarz Napoleon Bonaparte pokonał Prusy i armia francuska weszła na tereny zagarnięte w wyniku zaborów, Polacy poczęli tworzyć własną administrację i wojsko. Jan Chryzostom organizował pobór do wojska z terenu powiatu gostynińskiego, rok później brał udział w bitwach pod Guttstadt i Friedlandem. Po kampanii 1807 roku zrezygnował ze służby wojskowej i został posłem na Sejm Księstwa Warszawskiego. Był również posłem Sejmu pozostającego pod rosyjską kontrolą Królestwa Polskiego.
Jedynym synem Jana Chryzostoma i Marii z domu Brant (de Bruant, zm. 1864) był Roman, który ożenił się z Luizą Savary, córką francuskiego generała Anne Rene Savary, księcia Rovigo, jednego z najbardziej zaufanych ludzi Napoleona. Po rozwodzie, drugą żoną Romana została Jadwiga, córka Franciszka Młokosiewicza, oficera armii Księstwa Warszawskiego, w okresie powstania listopadowego awansowanego do stopnia generała. Roman Mikorski roztrwonił cały majątek zgromadzony przez ojca, umarł w nędzy i zapomnieniu.